# Světové rekordy ve vzpírání
Na této stránce se nachází aktuální přehled světových rekordů ve vzpírání. Mezinárodní vzpěračská federace (IWF) registruje rekordy v trhu, nadhozu a olympijském dvojboji. Kromě seniorských rekordů jsou také oficiálně registrovány juniorské světové rekordy (do 20 let), mládežnické světové rekordy (do 17 let) a světové rekordy v různých věkových kategoriích masters (nad 35 let).
Všechny platné rekordy byly stanoveny po 1. listopadu 2018, kdy byly dosud naposledy upraveny hmotnostní kategorie. Současně s tím byla úředně stanovena prozatímní „standardní“ hodnota světových rekordů. Pokud na konci roku 2020 měly být některé standardy nepřekonány, plánovalo se světovým rekordem prohlásit do té doby nejlepší výkon, dosažený na soutěži uznávané Mezinárodní vzpěračskou federací; nicméně dosud se k tomuto opatření nepřistoupilo a „standardy“ zůstávají v platnosti.
Pro překonání světového rekordu je od roku 2005, kdy bylo zavedeno „kilové pravidlo“, třeba překonat původní hodnotu rekordu o celý jeden kilogram (do té doby stačilo v dílčích disciplínách překonat rekord o 0,5 kg a v olympijském dvojboji bylo třeba rekord překonat o 2,5 kg). Není možné, aby držitelem rekordu byli v jeden okamžik dva různí lidé.

## Seniorské světové rekordy

### Muži
| Kategorie  | Disciplína | Výkon  | Držitel               | Datum stanovení   | Místo stanovení        |
| ---------- | ---------- | ------ | --------------------- | ----------------- | ---------------------- |
| Do 55 kg   | Trh        | 135 kg | Světový standard      | Světový standard  | Světový standard       |
| Do 55 kg   | Nadhoz     | 166 kg | Om Jun-čchol          | 18. září 2019     | Pattaya, Thajsko       |
| Do 55 kg   | Dvojboj    | 294 kg | Om Jun-čchol          | 18. září 2019     | Pattaya, Thajsko       |
| Do 61 kg   | Trh        | 145 kg | Li Fa-pin             | 19. září 2019     | Pattaya, Thajsko       |
| Do 61 kg   | Nadhoz     | 175 kg | Li Fa-pin             | 7. prosinec 2022  | Bogota, Kolumbie       |
| Do 61 kg   | Dvojboj    | 318 kg | Li Fa-pin             | 19. září 2019     | Pattaya, Thajsko       |
| Do 67 kg   | Trh        | 155 kg | Chuang Min-chao       | 6. červenec 2019  | Tokio, Japonsko        |
| Do 67 kg   | Nadhoz     | 188 kg | Pak Džong-džu         | 20. září 2019     | Pattaya, Thajsko       |
| Do 67 kg   | Dvojboj    | 339 kg | Čchen Li-ťün          | 21. duben 2019    | Ning-po, Čína          |
| Do 73 kg   | Trh        | 169 kg | Š' Č'-jung            | 20. duben 2021    | Taškent, Uzbekistán    |
| Do 73 kg   | Nadhoz     | 200 kg | Rahmat Erwin Abdullah | 9. prosinec 2022  | Bogota, Kolumbie       |
| Do 73 kg   | Dvojboj    | 364 kg | Š' Č'-jung            | 28. červenec 2021 | Tokio, Japonsko        |
| Do 81 kg   | Trh        | 175 kg | Li Ta-jin             | 21. duben 2021    | Taškent, Uzbekistán    |
| Do 81 kg   | Nadhoz     | 208 kg | Karlos Nasar          | 12. prosinec 2021 | Taškent, Uzbekistán    |
| Do 81 kg   | Dvojboj    | 378 kg | Lü Siao-ťün           | 22. září 2019     | Pattaya, Thajsko       |
| Do 89 kg   | Trh        | 179 kg | Světový standard      | Světový standard  | Světový standard       |
| Do 89 kg   | Nadhoz     | 221 kg | Karlos Nasar          | 20. duben 2023    | Jerevan, Arménie       |
| Do 89 kg   | Dvojboj    | 395 kg | Karlos Nasar          | 20. duben 2023    | Jerevan, Arménie       |
| Do 96 kg   | Trh        | 187 kg | Lesman Paredes        | 14. prosinec 2021 | Taškent, Uzbekistán    |
| Do 96 kg   | Nadhoz     | 231 kg | Tchien Tchao          | 7. červenec 2019  | Tokio, Japonsko        |
| Do 96 kg   | Dvojboj    | 416 kg | Sohrab Moradi         | 7. listopad 2018  | Ašchabad, Turkmenistán |
| Do 102 kg  | Trh        | 191 kg | Světový standard      | Světový standard  | Světový standard       |
| Do 102 kg  | Nadhoz     | 231 kg | Světový standard      | Světový standard  | Světový standard       |
| Do 102 kg  | Dvojboj    | 412 kg | Světový standard      | Světový standard  | Světový standard       |
| Do 109 kg  | Trh        | 200 kg | Jang Če               | 24. duben 2021    | Taškent, Uzbekistán    |
| Do 109 kg  | Nadhoz     | 241 kg | Ruslan Nurudinov      | 24. duben 2021    | Taškent, Uzbekistán    |
| Do 109 kg  | Dvojboj    | 435 kg | Simon Martirosjan     | 9. listopad 2018  | Ašchabad, Turkmenistán |
| Nad 109 kg | Trh        | 225 kg | Laša Talachadze       | 17. prosinec 2021 | Taškent, Uzbekistán    |
| Nad 109 kg | Nadhoz     | 267 kg | Laša Talachadze       | 17. prosinec 2021 | Taškent, Uzbekistán    |
| Nad 109 kg | Dvojboj    | 492 kg | Laša Talachadze       | 17. prosinec 2021 | Taškent, Uzbekistán    |

### Ženy
| Kategorie | Disciplína | Výkon  | Držitelka              | Datum stanovení   | Místo stanovení        |
| --------- | ---------- | ------ | ---------------------- | ----------------- | ---------------------- |
| Do 45 kg  | Trh        | 085 kg | Světový standard       | Světový standard  | Světový standard       |
| Do 45 kg  | Nadhoz     | 108 kg | Světový standard       | Světový standard  | Světový standard       |
| Do 45 kg  | Dvojboj    | 191 kg | Světový standard       | Světový standard  | Světový standard       |
| Do 49 kg  | Trh        | 096 kg | Chou Č'-chuej          | 17. duben 2021    | Taškent, Uzbekistán    |
| Do 49 kg  | Nadhoz     | 119 kg | Chanu Saikhnom Mirabai | 17. duben 2021    | Taškent, Uzbekistán    |
| Do 49 kg  | Dvojboj    | 213 kg | Chou Č'-chuej          | 17. duben 2021    | Taškent, Uzbekistán    |
| Do 55 kg  | Trh        | 102 kg | Li Ja-ťün              | 3. listopad 2018  | Ašchabad, Turkmenistán |
| Do 55 kg  | Nadhoz     | 129 kg | Liao Čchiou-jün        | 20. září 2019     | Pattaya, Thajsko       |
| Do 55 kg  | Dvojboj    | 227 kg | Liao Čchiou-jün        | 20. září 2019     | Pattaya, Thajsko       |
| Do 59 kg  | Trh        | 110 kg | Kuo Sing-čchun         | 19. duben 2021    | Taškent, Uzbekistán    |
| Do 59 kg  | Nadhoz     | 140 kg | Kuo Sing-čchun         | 21. září 2019     | Pattaya, Thajsko       |
| Do 59 kg  | Dvojboj    | 247 kg | Kuo Sing-čchun         | 19. duben 2021    | Taškent, Uzbekistán    |
| Do 64 kg  | Trh        | 117 kg | Teng Wej               | 11. prosinec 2019 | Tiencin, Čína          |
| Do 64 kg  | Nadhoz     | 145 kg | Teng Wej               | 22. září 2019     | Pattaya, Thajsko       |
| Do 64 kg  | Dvojboj    | 261 kg | Teng Wej               | 22. září 2019     | Pattaya, Thajsko       |
| Do 71 kg  | Trh        | 119 kg | Loredana Tomaová       | 11. prosinec 2022 | Bogota, Kolumbie       |
| Do 71 kg  | Nadhoz     | 152 kg | Čang Wang-li           | 6. listopad 2018  | Ašchabad, Turkmenistán |
| Do 71 kg  | Dvojboj    | 267 kg | Čang Wang-li           | 6. listopad 2018  | Ašchabad, Turkmenistán |
| Do 76 kg  | Trh        | 124 kg | Rim Džong-sim          | 24. září 2019     | Pattaya, Thajsko       |
| Do 76 kg  | Nadhoz     | 156 kg | Čang Wang-li           | 26. únor 2019     | Fu-čou, Čína           |
| Do 76 kg  | Dvojboj    | 278 kg | Rim Džong-sim          | 26. duben 2019    | Ning-po, Čína          |
| Do 81 kg  | Trh        | 127 kg | Světový standard       | Světový standard  | Světový standard       |
| Do 81 kg  | Nadhoz     | 158 kg | Světový standard       | Světový standard  | Světový standard       |
| Do 81 kg  | Dvojboj    | 283 kg | Světový standard       | Světový standard  | Světový standard       |
| Do 87 kg  | Trh        | 132 kg | Světový standard       | Světový standard  | Světový standard       |
| Do 87 kg  | Nadhoz     | 164 kg | Světový standard       | Světový standard  | Světový standard       |
| Do 87 kg  | Dvojboj    | 294 kg | Světový standard       | Světový standard  | Světový standard       |
| Nad 87 kg | Trh        | 148 kg | Li Wen-wen             | 25. duben 2021    | Taškent, Uzbekistán    |
| Nad 87 kg | Nadhoz     | 187 kg | Li Wen-wen             | 25. duben 2021    | Taškent, Uzbekistán    |
| Nad 87 kg | Dvojboj    | 335 kg | Li Wen-wen             | 25. duben 2021    | Taškent, Uzbekistán    |

## Seniorské světové rekordy (1998–2018)
Níže je konečný, zamražený, přehled světových rekordů ve hmotnostních kategoriích, ve kterých se soutěžilo mezi roky 1998–2018 (s výjimkou ženské kategorie do 90 kg, která existovala pouze v letech 2017–2018).

### Muži
| Kategorie  | Disciplína | Výkon  | Držitel            | Datum stanovení   | Místo stanovení          |
| ---------- | ---------- | ------ | ------------------ | ----------------- | ------------------------ |
| Do 56 kg   | Trh        | 139 kg | Wu Ťing-piao       | 21. listopad 2015 | Houston, USA             |
| Do 56 kg   | Nadhoz     | 171 kg | Om Jun-čchol       | 21. listopad 2015 | Houston, USA             |
| Do 56 kg   | Dvojboj    | 307 kg | Lung Čching-čchüan | 7. srpen 2016     | Rio de Janeiro, Brazílie |
| Do 62 kg   | Trh        | 154 kg | Kim Un-kuk         | 21. září 2014     | Inčchon, Jižní Korea     |
| Do 62 kg   | Nadhoz     | 183 kg | Čchen Li-ťün       | 22. listopad 2015 | Houston, USA             |
| Do 62 kg   | Dvojboj    | 333 kg | Čchen Li-ťün       | 22. listopad 2015 | Houston, USA             |
| Do 69 kg   | Trh        | 166 kg | Liao Chuej         | 10. listopad 2014 | Almaty, Kazachstán       |
| Do 69 kg   | Nadhoz     | 198 kg | Liao Chuejj        | 23. říjen 2013    | Vratislav, Polsko        |
| Do 69 kg   | Dvojboj    | 359 kg | Liao Chuej         | 10. listopad 2014 | Almaty, Kazachstán       |
| Do 77 kg   | Trh        | 177 kg | Lü Siao-ťün        | 10. srpen 2016    | Rio de Janeiro, Brazílie |
| Do 77 kg   | Nadhoz     | 210 kg | Oleg Perepečjonov  | 27. duben 2001    | Trenčín, Slovensko       |
| Do 77 kg   | Dvojboj    | 380 kg | Lü Siao-ťün        | 24. říjen 2013    | Vratislav, Polsko        |
| Do 85 kg   | Trh        | 187 kg | Andrej Rybakou     | 22. září 2007     | Čiang Mai, Thajsko       |
| Do 85 kg   | Nadhoz     | 220 kg | Kjánúš Rostamí     | 31. květen 2016   | Teherán, Írán            |
| Do 85 kg   | Dvojboj    | 396 kg | Kjánúš Rostamí     | 12. srpen 2016    | Rio de Janeiro, Brazílie |
| Do 94 kg   | Trh        | 189 kg | Sohráb Morádí      | 25. srpen 2018    | Jakarta, Indonésie       |
| Do 94 kg   | Nadhoz     | 233 kg | Sohráb Morádí      | 3. prosinec 2017  | Anaheim, USA             |
| Do 94 kg   | Dvojboj    | 417 kg | Sohráb Morádí      | 3. prosinec 2017  | Anaheim, USA             |
| Do 105 kg  | Trh        | 200 kg | Andrej Aramnau     | 18. srpen 2008    | Peking, Čína             |
| Do 105 kg  | Nadhoz     | 246 kg | Ilja Ilin          | 12. prosinec 2015 | Grozný, Rusko            |
| Do 105 kg  | Dvojboj    | 437 kg | Ilja Ilin          | 12. prosinec 2015 | Grozný, Rusko            |
| Nad 105 kg | Trh        | 220 kg | Laša Talachadze    | 5. prosinec 2017  | Anaheim, USA             |
| Nad 105 kg | Nadhoz     | 263 kg | Hosejn Rezázáde    | 25. srpen 2004    | Atény, Řecko             |
| Nad 105 kg | Dvojboj    | 477 kg | Laša Talachadze    | 5. prosinec 2017  | Anaheim, USA             |
| Zdroj      |            |        |                    |                   |                          |

### Ženy
| Kategorie | Disciplína | Výkon  | Držitelka                | Datum stanovení   | Místo stanovení              |
| --------- | ---------- | ------ | ------------------------ | ----------------- | ---------------------------- |
| Do 48 kg  | Trh        | 098 kg | Jang Lien                | 1. říjen 2006     | Santo Domingo, Dominik. rep. |
| Do 48 kg  | Nadhoz     | 120 kg | Čchen Sie-sia            | 21. duben 2007    | Tchaj-an, Čína               |
| Do 48 kg  | Dvojboj    | 217 kg | Jang Lien                | 1. říjen 2006     | Santo Domingo, Dominik. rep. |
| Do 53 kg  | Trh        | 103 kg | Li Pching                | 14. listopad 2010 | Kanton, Čína                 |
| Do 53 kg  | Nadhoz     | 134 kg | Zulfija Činšanlová       | 10. listopad 2014 | Almaty, Kazachstán           |
| Do 53 kg  | Dvojboj    | 233 kg | Sü Šu-ťing               | 21. září 2014     | Inčchon, Jižní Korea         |
| Do 58 kg  | Trh        | 112 kg | Bojanka Kostovová        | 23. listopad 2015 | Houston, USA                 |
| Do 58 kg  | Nadhoz     | 141 kg | Kuo Sing-čchun           | 21. srpen 2017    | Tchaj-pej, Tchaj-wan         |
| Do 58 kg  | Dvojboj    | 252 kg | Bojanka Kostovová        | 23. listopad 2015 | Houston, USA                 |
| Do 63 kg  | Trh        | 117 kg | Svetlana Carukajevová    | 8. listopad 2011  | Paříž, Francie               |
| Do 63 kg  | Nadhoz     | 147 kg | Teng Wej                 | 9. srpen 2016     | Rio de Janeiro, Brazílie     |
| Do 63 kg  | Dvojboj    | 262 kg | Teng Wej                 | 9. srpen 2016     | Rio de Janeiro, Brazílie     |
| Do 69 kg  | Trh        | 123 kg | Oxana Slivenková         | 4. říjen 2006     | Santo Domingo, Dominik. rep. |
| Do 69 kg  | Nadhoz     | 157 kg | Zarema Kasajevová        | 13. listopad 2005 | Dauhá, Katar                 |
| Do 69 kg  | Dvojboj    | 276 kg | Oxana Slivenková         | 24. září 2007     | Čiang Mai, Thajsko           |
| Do 75 kg  | Trh        | 135 kg | Natalja Zabolotná        | 17. prosinec 2011 | Bělgorod, Rusko              |
| Do 75 kg  | Nadhoz     | 164 kg | Kim Un-džu               | 25. září 2014     | Inčchon, Jižní Korea         |
| Do 75 kg  | Dvojboj    | 296 kg | Natalja Zabolotná        | 17. prosinec 2011 | Bělgorod, Rusko              |
| Do 90 kg  | Trh        | 130 kg | Viktorija Šajmardanovová | 21. srpen 2004    | Athény, Řecko                |
| Do 90 kg  | Nadhoz     | 155 kg | Derya Açıkgöz            | 26. duben 2002    | Antalya, Turecko             |
| Do 90 kg  | Dvojboj    | 280 kg | Viktorija Šajmardanovová | 21. srpen 2004    | Athény, Řecko                |
| Nad 90 kg | Trh        | 155 kg | Taťana Kaširinová        | 16. listopad 2014 | Almaty, Kazachstán           |
| Nad 90 kg | Nadhoz     | 193 kg | Taťana Kaširinová        | 16. listopad 2014 | Almaty, Kazachstán           |
| Nad 90 kg | Dvojboj    | 348 kg | Taťana Kaširinová        | 16. listopad 2014 | Almaty, Kazachstán           |
| Zdroj     |            |        |                          |                   |                              |